# ثروت باسيلي
ثروت باسيلي (14 سبتمبر 1940 - 5 ديسمبر 2017) ملياردير قبطي مصري صاحب عدة شركات للأدوية، ورئيس شركة أمون للأدوية، وعضو مجلس الشورى بالتعيين، ووكيل المجلس الملي للأقباط الأرثوذكس، ورئيس شعبة الأدوية باتحاد الصناعات المصرية، وكيل لجنة الصحة بمجلس الشوري بالتعين، وعضو بمجلس النواب المصري.

## الأنشطة الرئيسية
بدأ حياته من الصفر ثم أنشأ صيدلية في مدينة أسوان سماها صيدلية آمون واستمر يدير هذه الصيدلية حتى وفاته. خلال فترة لاحقة افتتح مكتب علمي بسيط لتوزيع بعض الأدوية لبعض الشركات الأجنبية ثم كبر المكتب إلى أن وصل لشركة آمون. كذلك امتلك محطة تلفزيونية فضائية قبطية هي قناة سي تي في (بالإنجليزية: CTV) وهي ثاني قناة قبطية يتم بثها على الأقمار الصناعية وشعارها «CTV ربنا موجود» وهو من الأقوال المأثورة للبابا شنودة الثالث تبث على القمر الأوروبي وعلي النايل سات .

## روابط خارجية
- شركة امون للادوية
- حوار مع الدكتور ثروت
- موقع مصر